# Belachew Gebrewold
Belachew Gebrewold (* 1968 in Shinshicho, Äthiopien) ist ein äthiopisch-österreichischer Politikwissenschaftler. Er ist Professor an der Fachhochschule Management Center Innsbruck und lehrt an der Universität Innsbruck.

## Leben und Wirken
Gebrewold wuchs in ärmlichen Verhältnissen als Sohn einer Bauernfamilie in Shinshicho in der Region Kembata Tembaro Zone im Hochland von Abessinien auf. Er besuchte die Wasera St. Theresa – Missionsschule in Doyogena und erhielt aufgrund seines ausgezeichneten Schulerfolges die Möglichkeit am Franciscan Institute of Philosophy and Theology in Addis Abeba, welches mit der Päpstlichen Universität Urbaniana affiliiert ist, Philosophie und Theologie zu studieren. In der Folge wurde ihm ein Auslandsstipendium an der Universität Innsbruck gewährt, wo er ab Oktober 1993 Politikwissenschaft und internationale Beziehungen studierte.
Gebrewold ist Professor für Internationale Beziehungen und Leiter des Departements der Sozialen Arbeit und Sozialpolitik am Management Center Innsbruck. An der Universität Innsbruck lehrt er internationale Politik. Gastprofessuren hält er an der University of Notre Dame (Indiana) und an der University of New Orleans (Louisiana).
Der Migrationsforscher beschäftigt sich mit der Frage, warum Menschen aus Afrika nach Europa migrieren. Er plädiert für ein radikales Umdenken in Europas Migrationspolitik, um die Zusammenarbeit mit Afrika zu verbessern.
Gebrewold ist verheiratet und Vater von drei Kindern.

## Mitgliedschaften
Belachew Gebrewold ist bzw. war Mitglied in folgenden Organisationen:
- Migrationsbeirat des Österreichischen Innenministeriums (2014–2016)
- Steuerungsausschuss zur Vorbereitung des Migrationspaktes der Vereinten Nationen (2017)

## Publikationen
- 2002 The impact of the socio-cultural structures of the Kambata, Ethiopia on their economic development. Südwind-Verlag, Wien 2002, ISBN 3-900593-78-0 (formal falsch) (Zugleich Dissertation, Universität Hamburg). Korrekte ISBN 3-900592-78-0.
- 2009 A Global Security Triangle: European, African and Asian interaction. (Englisch). Gemeinsam mit Valeria Bello. Routledge, ISBN 978-0-415-49657-5.
- 2009 Anatomy of Violence: Understanding the systems of conflict and violence in Africa. (Englisch). Ashgate Publishing.
- 2017 Human Trafficking and Exploitation: Lessons from Europe. (Englisch). Herausgeber mit Johanna Kostenzer und Andreas Th. Müller. Routledge, ISBN 978-0-367-43094-8.
- 2018 Understanding Migrant Decisions From Sub-Saharan Africa to the Mediterranean Region. (Englisch). Gemeinsam mit Tendayi Bloom. Routledge, ISBN 978-1-138-36120-1.[7]